# Шеєнн (Північна Дакота)
Шеєнн (англ. Sheyenne) — місто (англ. city) в США, в окрузі Едді штату Північна Дакота. Населення — 186 осіб (2020).

## Географія
Шеєнн розташований за координатами 47°49′38″ пн. ш. 99°7′1″ зх. д. / 47.82722° пн. ш. 99.11694° зх. д. (47.827258, -99.116945).  За даними Бюро перепису населення США в 2010 році місто мало площу 0,40 км², уся площа — суходіл.

## Демографія
Згідно з переписом 2010 року, у місті мешкали 204 особи в 103 домогосподарствах у складі 51 родини. Густота населення становила 507 осіб/км².  Було 147 помешкань (365/км²).
Расовий склад населення:
| - 81,4 % — білих - 14,7 % — корінних американців - 1,0 % — чорних або афроамериканців |

До двох чи більше рас належало 2,5 %. Частка іспаномовних становила 1,0 % від усіх жителів.
За віковим діапазоном населення розподілялося таким чином: 12,3 % — особи молодші 18 років, 63,2 % — особи у віці 18—64 років, 24,5 % — особи у віці 65 років та старші. Медіана віку мешканця становила 54,3 року. На 100 осіб жіночої статі у місті припадало 98,1 чоловіків;  на 100 жінок у віці від 18 років та старших — 98,9 чоловіків також старших 18 років.
Середній дохід на одне домашнє господарство  становив 50 278 доларів США (медіана — 43 750), а середній дохід на одну сім'ю — 64 351 долар (медіана — 61 875). За межею бідності перебувало 15,1 % осіб, у тому числі 9,1 % дітей у віці до 18 років та 10,7 % осіб у віці 65 років та старших.
Цивільне працевлаштоване населення становило 102 особи. Основні галузі зайнятості: освіта, охорона здоров'я та соціальна допомога — 27,5 %, будівництво — 17,6 %, сільське господарство, лісництво, риболовля — 14,7 %.